# Megapogon
Megapogon és un gènere d'esponja calcària de la familia Achramorphidae. Aquest gènere va ser descrit per primera vegada per Charles Frewen Jenkin el 1908.

## Taxonomia
El gènere inclou diverses espècies,
- Megapogon crispatus (Jenkin, 1908)
- Megapogon crucifer (Poléjaeff, 1883)
- Megapogon pollicaris (Jenkin, 1908)
- Megapogon raripilus (Jenkin, 1908)
- Megapogon schiaparellii (Alvizu, Xavier & Rapp, 2019)
- Megapogon villosus (Jenkin, 1908)